# 67. Golden Globe-gála
A 67. Golden Globe-díj-átadó megrendezésére 2010. január 17-én, vasárnap került sor, melyet élőben az NBC televíziós csatorna közvetített. A díjátadót a kaliforniai Beverly Hillsben a Beverly Hilton Hotelben tartották, a házigazda szerepét Ricky Gervais töltötte be.
A jelöltek listáját 2009. december 15-én hozta nyilvánosságra a Hollywood Foreign Press Association, a Hollywoodban működő külföldi újságírók szövetsége.

## Díjazottak és jelöltek
A díjazottak félkövérrel jelölve

### Mozifilmek

#### Legjobb film (dráma)
- Avatar
- Becstelen brigantyk
- A bombák földjén
- Egek ura
- Precious – A boldogság ára

#### Legjobb film (musical vagy vígjáték)
- 500 nap nyár
- Egyszerűen bonyolult
- Julie és Julia – Két nő, egy recept
- Kilenc
- Másnaposok

#### Legjobb színész (dráma)
- Jeff Bridges (Crazy Heart)
- George Clooney (Egek ura)
- Colin Firth (A Single Man)
- Morgan Freeman (Invictus – A legyőzhetetlen)
- Tobey Maguire (Testvérek)

#### Legjobb színész (musical vagy vígjáték)
- Matt Damon (Az informátor!)
- Daniel Day-Lewis (Kilenc)
- Robert Downey Jr. (Sherlock Holmes)
- Joseph Gordon-Levitt (500 nap nyár)
- Michael Stuhlbarg (A Serious Man)

#### Legjobb színésznő (dráma)
- Emily Blunt (Az ifjú Viktória királynő)
- Sandra Bullock (A szív bajnokai)
- Helen Mirren (The Last Station)
- Carey Mulligan (Egy lányról)
- Gabourey Sidibe (Precious – A boldogság ára)

#### Legjobb színésznő (musical vagy vígjáték)
- Sandra Bullock (Nász-ajánlat)
- Marion Cotillard (Kilenc)
- Julia Roberts (Kettős játék)
- Meryl Streep (Egyszerűen bonyolult)
- Meryl Streep (Julie és Julia – Két nő, egy recept)

#### Legjobb mellékszereplő színész
- Matt Damon (Invictus – A legyőzhetetlen)
- Woody Harrelson (The Messenger)
- Christopher Plummer (The Last Station)
- Stanley Tucci (Komfortos mennyország)
- Christoph Waltz (Becstelen brigantyk)

#### Legjobb mellékszereplő színésznő
- Penélope Cruz (Kilenc)
- Vera Farmiga (Egek ura)
- Anna Kendrick (Egek ura)
- Mo'Nique (Precious: Based on the Novel "Push" by Sapphire)
- Julianne Moore (A Single Man)

#### Legjobb rendező
- Kathryn Bigelow (A bombák földjén)
- James Cameron (Avatar)
- Clint Eastwood (Invictus – A legyőzhetetlen)
- Jason Reitman (Egek ura)
- Quentin Tarantino (Becstelen brigantyk)

#### Legjobb forgatókönyv
- Becstelen brigantyk
- A bombák földjén
- District 9
- Egek ura
- Egyszerűen bonyolult

#### Legjobb eredeti betétdal
- Avatar – „I See You”
- Crazy Heart – „The Weary Kind”
- Kilenc – „Cinema Italiano”
- Mindenki megvan – „(I Want To) Come Home”
- Testvérek – „Winter”

#### Legjobb eredeti filmzene
- Ahol a vadak várnak
- Avatar
- Fel
- Az informátor!
- A Single Man

#### Legjobb idegen nyelvű film
- Baarìa
- A fehér szalag
- Megtört ölelések
- La nana
- A próféta

#### Legjobb animációs film
- Coraline és a titkos ajtó
- Derült égből fasírt
- A fantasztikus Róka úr
- Fel
- A hercegnő és a béka

### Televízió

#### Legjobb televíziós sorozat (dráma)
- Dexter
- Doktor House
- Hármastársak
- Mad Men – Reklámőrültek
- True Blood – Inni és élni hagyni

#### Legjobb televíziós sorozat (musical vagy vígjáték)
- Glee
- Modern Family
- The Office
- A stúdió
- Törtetők

#### Legjobb televíziós minisorozat vagy tévéfilm
- Georgia O'Keeffe
- Grey Gardens
- Into the Storm
- A lélek útja
- Little Dorrit

#### Legjobb színész, televíziós sorozat (dráma)
- Simon Baker (A mentalista)
- Michael C. Hall (Dexter)
- Hugh Laurie (Doktor House)
- Jon Hamm (Mad Men – Reklámőrültek)
- Bill Paxton (Hármastársak)

#### Legjobb színész, televíziós sorozat (musical vagy vígjáték)
- Alec Baldwin (A stúdió)
- Steve Carell (Office)
- David Duchovny (Kaliforgia)
- Thomas Jane (Hung – Neki áll a zászló)
- Matthew Morrison (Glee)

#### Legjobb színész, televíziós minisorozat vagy tévéfilm
- Kevin Bacon (A lélek útja)
- Kenneth Branagh (Wallander)
- Chiwetel Ejiofor (Endgame)
- Brendan Gleeson (Into the Storm)
- Jeremy Irons (Georgia O'Keeffe)

#### Legjobb színésznő, televíziós sorozat (dráma)
- Glenn Close (A hatalom hálójában)
- January Jones (Mad Men – Reklámőrültek)
- Julianna Margulies (A férjem védelmében)
- Kyra Sedgwick (A főnök)
- Anne Paquin (True Blood – Inni és élni hagyni)

#### Legjobb színésznő, televíziós sorozat (musical vagy vígjáték)
- Toni Collette (Tara alteregói)
- Courteney Cox (Cougar Town)
- Edie Falco (Jackie nővér)
- Tina Fey (A stúdió)
- Lea Michele (Glee)

#### Legjobb színésznő, televíziós minisorozat vagy tévéfilm
- Joan Allen (Georgia O'Keeffe)
- Drew Barrymore (Grey Gardens)
- Jessica Lange (Grey Gardens)
- Anna Paquin (The Courageous Heart of Irena Sendler)
- Sigourney Weaver (Prayers for Bobby)

#### Legjobb mellékszereplő színész, televíziós sorozat, televíziós minisorozat vagy tévéfilm
- Michael Emerson (Lost)
- Neil Patrick Harris (Így jártam anyátokkal)
- William Hurt (A hatalom hálójában)
- John Lithgow (Dexter)
- Jeremy Piven (Törtetők)

#### Legjobb mellékszereplő színésznő, televíziós sorozat, televíziós minisorozat vagy tévéfilm
- Jane Adams (Hung – Neki áll a zászló)
- Rose Byrne (A hatalom hálójában)
- Jane Lynch (Glee)
- Janet McTeer (Into the Storm)
- Chloë Sevigny (Hármastársak)